# Méginhard
Méginhard est un moine de l'abbaye de Fulda ayant vécu au IXe siècle, disciple de Rudolf de Fulda.
Il fut actif dans le scriptorium de l'abbaye au moins de 845 à 867, diacre jusqu'en 855, ensuite prêtre. Après la mort de son maître Rudolf (8 mars 865), il termina la rédaction de la Translatio sancti Alexandri, c'est-à-dire le récit du transfert des reliques du pape martyr saint Alexandre de Rome à Wildeshausen effectué en 850/51 à l'instigation du comte saxon Waltbraht, petit-fils de Widukind. On conserve une lettre qu'il écrivit au moine Sunderold (futur archevêque de Mayence) pour lui demander de relire ce texte.
On a également supposé qu'il avait assuré la relève de son maître Rudolf dans la rédaction des Annales de Fulda : Rudolf serait l'auteur de la partie allant de 839 à 863, Méginhard de la partie allant de 863 à 887. On pense alors aussi qu'il aurait séjourné à Mayence, auprès de l'archevêque Liutbert, à partir de 869. Mais c'est une construction très hypothétique, qui ne se laisse ni prouver, ni réfuter : certains historiens, suivant Siegfried Hellmann, soutiennent que ni Rudolf, ni Méginhard, n'ont contribué à ces annales.
On lui attribue aussi un Sermo de sancto Ferrutio, éloge du martyr saint Ferruce, dont les reliques furent déposées à l'abbaye de Bleidenstadt à l'initiative de l'archevêque Lull de Mayence. Ce texte a été écrit à la demande de l'abbé Adalger de Bleidenstadt. Cependant, rien ne prouve, en fait, que le « Méginhard » qui en est l'auteur soit le même que le précédent.
Quant au « Méginhard » auteur du traité De fide, varietate symboli, ipso symbolo, et pestibus hæresium, ce n'est sûrement pas le même, contrairement à ce qu'on a longtemps pensé : il s'agit d'un écolâtre de la cathédrale de Bamberg (appelé aussi « Meinhard », forme évoluée de « Meginhard »), en fonction à partir de 1058, mort en 1088, auteur également d'un corpus de 66 ou 68 lettres révélé par Carl Erdmann en 1931.